# Пуркарени (Мичешти)
Пуркарени (рум. Purcăreni) насеље је у Румунији у округу Арђеш у општини Мичешти. Oпштина се налази на надморској висини од 316 m.

## Становништво
Према подацима из 2002. године у насељу је живело 1577 становника, од којих су сви румунске националности.